# D. A. Pennebaker

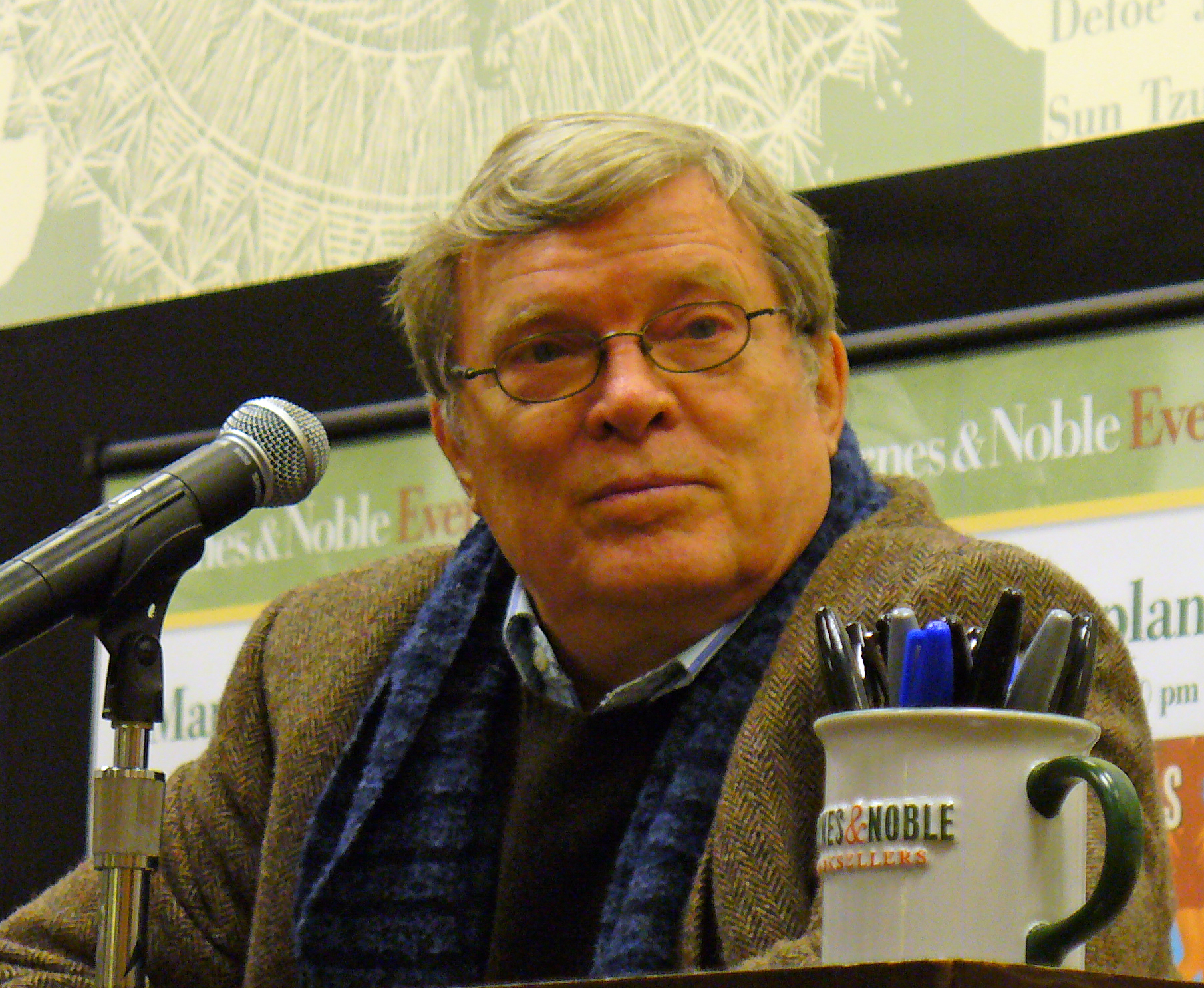
D. A. Pennebaker (2007)

Donn Alan „D. A.“ Pennebaker (* 15. Juli 1925 in Evanston, Illinois; † 1. August 2019 auf Long Island) war ein US-amerikanischer Dokumentarfilmer und einer der Pioniere des Direct Cinema. Popmusik, Aktionskunst und Politiker waren seine Lieblingsthemen, und sein Stil war oft durch die Benutzung einer Handkamera gekennzeichnet.
In den frühen 1960er-Jahren gründete Pennebaker (von Freunden „Penny“ genannt) zusammen mit Richard Leacock und Robert Drew die Produktionsgesellschaft Drew Associates. Im Jahr 1963 verließen Leacock und Pennebaker diese wieder, um ihre eigene Produktionsgesellschaft zu gründen. Später arbeitete er oft mit seiner Ehefrau Chris Hegedus zusammen. Ihr Unternehmen, die Pennebaker Hegedus Films, hat eine Reihe Dokumentarfilme produziert.
Im Jahr 2012 wurde Pennebaker im Vorfeld der Oscarverleihung 2013 mit einem Ehrenoscar für sein Lebenswerk ausgezeichnet. Er starb am 1. August 2019 im Alter von 94 Jahren in seinem Haus auf Long Island.

## Filmografie
- 1953: Daybreak Express
- 1954: Baby
- 1959: Skyscraper
- 1959: Opening in Moscow (über die American National Exhibition in Moskau)
- 1960: Breaking It Up at the Museum (Jean Tinguely)
- 1960: Primary (Teil von The Kennedy Films of Robert Drew & Associates)
- 1962: Jane (Jane Fonda)
- 1962: Football (The Living Camera: Mooney vs. Fowle)
- 1963: Der elektrische Stuhl (The Chair, Produzent)
- 1964: You’re Nobody Til Somebody Loves You (Timothy Leary & Nena von Schlebrügge, Kurzfilm)
- 1964: Audition at RCA (Dave Lambert, auch Lambert & Co.)
- 1964: Jingle Bells (Robert F. Kennedy, Kurzfilm)
- 1965: Hier Strauss (Franz Josef Strauß, Kurzfilm)
- 1966: Eat the Document (Bob Dylan, unveröffentlicht)
- 1967: Dont Look Back (Bob Dylan)
- 1967: Bob Dylan – Subterranean Homesick Blues (Kurzfilm/Musikvideo)
- 1968: Monterey Pop
- 1968: RainForest (Tanzperformance von Merce Cunningham mit Musik: David Tudor, Kostüme: Jasper Johns, Ausstattung: Andy Warhol)
- 1968: Two American Audiences: La Chinoise – A Film in the Making (Jean-Luc Godards Die Chinesin)
- 1969: Alice Cooper (Live beim Toronto Rock and Roll Revival, Kurzfilm)
- 1969: Little Richard: Keep On Rockin (Kurzfilm)
- 1970: Original Cast Album: Company
- 1971: 1 P.M. (Jean-Luc Godard)
- 1971: Sweet Toronto (Plastic Ono Band (John Lennon), Chuck Berry, Jerry Lee Lewis u. a.)
- 1973: Ziggy Stardust and the Spiders from Mars (David Bowie)
- 1977: The Energy War
- 1979: Town Bloody Hall (Norman Mailer)
- 1981: DeLorean (John DeLorean)
- 1983: Dance Black America (Brooklyn Academy of Music)
- 1983: Rockaby (Alan Schneider, Billie Whitelaw)
- 1986: Jimi Plays Monterey
- 1986: Shake! Otis at Monterey
- 1987: Suzanne Vega (Live in Großbritannien, Kurzfilm)
- 1989: Depeche Mode 101
- 1989: Jimi Hendrix Live
- 1991: Jerry Lee Lewis: The Story of Rock & Roll
- 1991: Comin’ Home (Big Brother and the Holding Company / Janis Joplin)
- 1992: Chuck Berry: Rock and Roll Music
- 1992: Branford Marsalis: The Music Tells You
- 1993: Die Kommandozentrale (The War Room, Bill Clinton)
- 1994: Woodstock Diary
- 1996: Keine Zeit (Marius Müller-Westernhagen)
- 1997: Moon over Broadway (Carol Burnett)
- 1997: Victoria Williams – Happy Come Home (Kurzfilm)
- 1998: Bessie: A Portrait of Bessie Schonberg
- 1999: Searching for Jimi Hendrix (Fernsehdokumentation)
- 2000: Down from the Mountain (Soundtrackdoku zu O Brother, Where Art Thou?)
- 2003: Only the Strong Survive (Stax Records & Soul)
- 2004: Elaine Stritch at Liberty
- 2006: Al Franken: God Spoke
- 2007: 65 Revisited (Outtakes von Dylans Dont Look Back)
- 2008: The Jimi Hendrix Experience: Live at Monterey
- 2009: Kings of Pastry
- 2015: Snapshots from the Tour (Outtakes von Dylans Dont Look Back)
- 2016: Unlocking the Cage